# رومانسية (موسيقى)

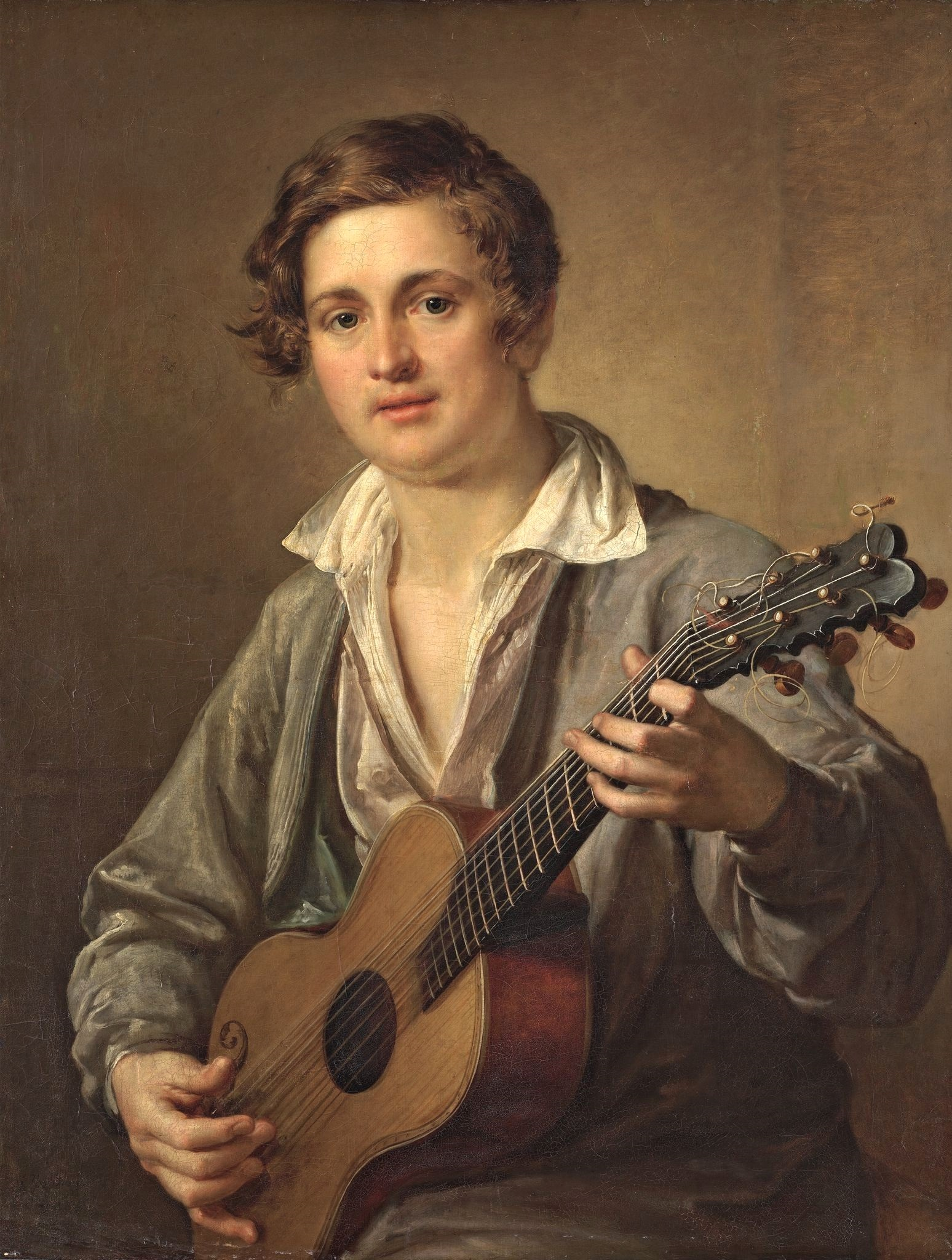

كان الكتاب والمفكرون الألمان أول من أطلق مصطلح الإبداعية في نهاية القرن الثامن عشر على الإبداع الموسيقي المتميز. فقد أعطى جان بول ريختر (1763 - 1825)، وفريدريك شليغل (1772 - 1829) أهمية كبيرة للموسيقى في تحديد مفهوم الفن الإبداعي. فهي، أي الموسيقى، تعبر عن النبضات المباشرة للحياة الإنسانية الداخلية المشحونة بصراعات متنوعة وعنيفة أحياناً ناجمة عن المشاعر الذاتية. وأعرب لودفيغ تيك (1773 - 1853) في أعمال له مختلفة مثل «آلام وبهجات موسيقية» عن وحدة الفنون، غير أن الموسيقى وحدها، كما يراها، هي التعبير الأسمى للروحانيات الإنسانية. وقد تأثر بهذه الأفكار كبار موسيقيي القرن التاسع عشر بدءاً من شومان حتى مالر (أحد أعلام «مابعد الإبداعية» (Postromanticism)). وقد أكد مفكرون آخرون أن على الفن أن يحطم الحقيقة، وأن الفنون التشخيصية (Figurative arts) والأدب والشعر تتجه نحو سمو الحقيقة والواقع، إلا أن وسائلها محدودة. وكان هناك جدل عنيف بين الاتباعية والإبداعية يتمثل في تناقض غوته (Goethe) وشيلر (Schiller) الذي أذكاه الأخوان شليغل. وكان غوته يتطلع إلى استخلاص حل لهذا التضاد بين الاتباعية والإبداعية في تمازج بينهما، وكان ينظر إلى موسيقى بتهوفن بقلق واضطراب. وقد قال مرة باقتضاب: الاتباعية هي العافية، والإبداعية هي المرض.
وبظهور الابداعية بدأ عصر جديد في تاريخ الفكر الإنساني برزت آثاره في الفن والأدب والفلسفة والسياسة. ولم يكن في وسع أي شعب في أوروبا تجاهل هذا الحدث الجليل أو تجنبه. وكان أن بدأت الإبداعية بالشعر فالتصوير فالموسيقى التي عُدت من أقوى التعابير الفنية.
ويرى الكاتب والناقد الموسيقي ألفرد أينشتاين (A.Enstein (1880 - 1952 أن في الموسيقى الإبداعية نقائض كثيرة وكبيرة منها: عدم اعتراف بعض الإبداعيين، مثل برليوز Berlioz، بالسالفين عدا اثنين منهم هما: غلوك Gluck وبيتهوفن، ويرى كذلك أن استعراض البراعة الفنية في الأداء virtuosity يدل على أن هذه البراعة تتطلب اتصالاً جماهيرياً واسعاً في حين تنزع الإبداعية إلى الانطوائية الذاتية. ولقد اتصف فاغنر[ر] Wagner بفرديته وتركزه حول ذاته، وحرص فيردي[ر] Verdi على أن تكون جذور فنه نابعة من وطنه. ومع ذلك، فقد تألق الاثنان وبلغا قمة الإبداع في عالم الأوبرا، وكان مندلسون[ر] Mendelssohn رائداً في الوضوح والتناسق، يبغض الخلل الذي يعتري الانسجام[ر] harmony والانحراف عن القواعد بلا ضرورة، فكان إبداعياً في منحى اتباعي، في حين كان برليوز يمقت اتباع القواعد الصارمة المقيّدة. ومن أهم النقائض أيضاً في نظر أينشتاين، ولع الإبداعيين كافة بالقِدم والعصور القصيّة، في حين جاءت الإبداعية ثورة على القديم، ولاسيما سالفتها الاتباعية، وإلحاحاً على الشعور والانفعالات الإنسانية والقومية.
في الفكر الموسيقي الإبداعي الألماني عنصران مهمان هما: الأدبي - الموسيقي - والجمالي - الفلسفي. ويمثل هوفمان (E.T.Hoffmann (1776 - 1822 العنصر الأول وهو يُعد الناقد والملهم الأول في الإبداعية الموسيقية. في حين تعود أولى البصمات إلى شوبارت (Ch.F.D.Schubart (1739 - 1791 في كتاباته حول العنصر الجمالي الفلسفي التي نشرت عام 1806 بعد وفاته. وهوفمان، وهو الشاعر والكاتب والمصور والمؤلف الموسيقي وقائد الأوركسترا، الذي أبدع «أقاصيص هوفمان» الشهيرة كان ينشر نقده الأدبي بالاسم المستعار “Kapellmeister Kreisler”. وقد ألهمت أقاصيص هوفمان هذه أوفنباخ[ر] J.Offenbach في مؤلفته التي تحمل كذلك اسم «أقاصيص هوفمان». وكان هوفمان مصدر وحي لشومان في مؤلفته الموسيقية «Kreisleriana» وكان يصف بتهوفن بأنه ثوري لاذع ومتقلب في تعامله مع العالم الخارجي، ومغلق في دخيلته. ثم وصفه أيضاً بأنه «أب للإبداعية» وأشرك معه موتسارت[ر] Mozart بهذا اللقب وذلك بسبب أعمال موتسارت في القسم الأخير من عمله وفيها السمفونيات الأربع الأخيرة والفانتازيات، وقداس الموتى Requiem. وكان هوفمان يحاول أيضاً إيجاد الأسس الأولية للإبداعية في أعمال كل من هايدن[ر] Haydn وغلوك[ر] وباخ[ر] J.S.Bach، وبصورة أقل عند هندل[ر] Händel الذي يعد «النموذج الباروكي» baroque style الحقيقي. وفي الواقع، فإن المشكلة عند هوفمان لم تكن في تعريف «الأسلوب الإبداعي» لدى تعريفه الأسلوب الباروكي أو الروكوكي Rococo، وإنما في التنقيب، في اللغة الموسيقية السابقة عند السلف، عن تلك السمات «التعبيرية» المميزة التي تعود إلى المضمون في العمل الموسيقي وليس إلى الصيغة أو الشكل form. ويرى الإبداعيون مثل هوفمان وزملائه أن الموسيقى هي لغة الطبيعة الأصيلة: فقد ولدت من الصوت الصادر عن الطبيعة الذي أعطى العالم معالم الحياة. وهذا المفهوم أساس في مذهب الإبداعية وساد كل القرن التاسع عشر حتى عتبة القرن العشرين. ويجعل هوفمان أيضاً السيادة المطلقة للموسيقى الآلية المتحررة من التلاحم الهجين مع الكلمة، ويؤكد أن هذه الموسيقى هي السرمدية في موضوعها وهي الأكثر إبداعية من سائر الفنون. وقد تأثر شومان بهذه الآراء وظهر ذلك في كتاباته النقدية والموسيقية، فكان من الأوائل الذين كشفوا عبقرية كل من شوبان[ر] Chopin، ومندلسون، وليست[ر] Liszt، وبرليوز، وبرامز[ر] Brahms الشاب وقتئذ، وكان يعني أن هؤلاء هم الذين ستلمع أسماؤهم في الإبداعية الموسيقية الأوربية. وكان شومان قد أسس عام 1834 أول مجلة موسيقية هي Neue Zeitschrift für Musik وتبحث في الإبداعية الموسيقية باتجاه مبرمج، وكان يحرر فيها بأسماء مستعارة مختلفة، استخدم بعضها في مؤلفاته لآلة البيانو. ويُعد شومان علماً في تاريخ الإبداعية الموسيقية، وممثلاً لـ «ألمانية الفتية» Junges Deutschland مثلما عُد برليوز ممثل «فرنسة الشابة» الذي حملت سمفونيته «الخيالية» fantastique (عام 1830) برنامجاً أدبياً - موسيقياً متماثلاً مع أفكار هوفمان وشومان وغيرهما. ويصف هيغل (G.F.Hegel (1770 - 1831 الموسيقى في كتاباته «دروس في الجماليات» قائلاً: «إن العمارة فن رمزي لأن مظهرها الخارجي لاينسحب على ما في داخلها. ومع أن الموسيقى والتصوير والشعر هي فنون إبداعية، وأنها تصور المشاعر الروحية الإنسانية، فإن الموسيقى وحدها هي التي يمكنها التعبير عن السريرة الداخلية الخالصة التي تعطي نفسها منها وإليها. وهي لاتبدو ملموسة للعيان كالنحت والتصوير لأنها ترفض ذلك، فهي تتحرك في ذاتيتها سواء من الناحية الداخلية أو الخارجية». وقد نتجت من هذا التعريف الهيغلي توابع كثيرة للحركة الإبداعية مثل «الانطباعية» impressionism، و«الاتباعية الجديدة» neoclassicism.
أثرت الثورة الفرنسية في تاريخ الحضارة الأوربية وفي الصلة بين الفرد والمجتمع وتحرر الشخصية الإنسانية وسعيها إلى الحرية الكاملة. كانت موسيقى المنفعة أو المناسبات هي السائدة قبل الثورة، إذ كانت تؤلَّف بناء على طلب خاص أو من أجل مناسبة خاصة. ومع أن باخ، مثلاً، كان من أعظم الموسيقيين المبدعين في الحقبة الاتباعية، إلا أنه لم يكن أكثرهم استقلالاً أو تحرراً. ولاتعد مؤلفاته أعمالاً فنية حرة، فقد كتب معظمها لتلبية غرض ما، ومع أن مؤلفاته لآلة الكلافسان clavecin [ر.البيانو] مثل «الكلافير المعدّل» the well - tempered clavier أو «ابتكارات» inventions كانت أعمالاً فنية حرة إلى حد ما، إلا أنها تختلف كلياً عن المعنى المقصود الذي ألّف فيه شوبان قطعه الموسيقية للبيانو مثل «الاستهلال» prélude. كان باخ يعد مؤلفاته تلك قطعاً موسيقية ترمي إلى غاية تعليمية أو ترفيهية، إذ كان يمارس التأليف لعصره ومن أجل النبلاء وجماعات المصلين وكان يتقاضى أجراً مقابل ذلك. ويوصف أغلب موسيقيي القرن الثامن عشر بهذه الظاهرة، مثل هايدن وموتسارت، وقد شذّ بتهوفن عنها، فبدلاً من أن يضع نفسه في خدمة الأرستقراطيين، جعل الأرستقراطية في خدمته, وبذلك كان أول من ابتدع مبدأ «الفن للفن»، إذ لم تكن مؤلفاته في «السوناتا» مثلاً أو لآلات منفردة قطعاً ترفيهية، بل كانت أمثلة فنية خالصة.
كانت أعماله قدوة في الحركة الإبداعية التي غزت أوربة في القرن التاسع عشر.
وللحركة الإبداعية في الفنون، ولاسيما الموسيقية منها، صفات خاصة. فقد ظهر فيها معنى جديد للطبيعة ومشاهدها. وبدا ذلك واضحاً في التصوير والموسيقى. فالفنان الإبداعي لايُعنى بالتفاصيل الجزئية الموجودة في المشاهد الطبيعية كالصورة الضوئية (الفوتوغرافية) بل ما يعنيه هو إبراز عالمه العاطفي عن طريق رؤيته لتلك المشاهد. ويمكن تعرف ذلك بالعودة إلى أوراتوريو oratorio «الخَلْق» أو «الفصول» لهايدن، وأوبرا «القنّاص» Der Freischütz لفيبر[ر] Weber. ففي عملي هايدن تُسمع أصوات الحيوانات من صياح الديكة إلى زئير الأسود، وتفهم إيحاءات الشروق والغروب والأمطار والعواصف، بينما تبدو القدرة العالية لدى فيبر على التعبير عن روح الطبيعة وإظهار أجواء الغابات المظلمة في صور صوتية ويكون هذا الإبداع دليل عبقرية خاصة وإنجازاً استقى منه معظم الإبداعيين.
والصفة الثانية التي ظهرت في الإبداعية الموسيقية، نتيجة المحاولات الشخصية، هي الحرية في استخدام «التنافرات الصوتية» dissonances في الانسجام التي أدّت إلى «التلوينية» chromatism الفاغنرية التي مهدت، بدورها، السبيل إلى «اللامقامية» atonality في القرن العشرين. وهكذا أصبح القلق والاضطراب الانسجامي يستقران في الأعماق النفسية مقابل الراحة والهدوء النغميين الذين ارتكزت عليهما الاتباعية. وغدت التنافرات لغة متفقاً عليها في عالم الأصوات، وكذلك في الألوان للتعبير عن الأحداث الذاتية لـ «الأنا» عند الناس.
ثم إن الإبداعيين اكتشفوا في عالم السمفونية وموسيقى الآلات أشياء مخالفة لرؤى القرن السالف لهم، وتعد هذه صفة ثالثة للإبداعية في الموسيقى. كانت السوناتا أو السمفونية، بحسب التقليد الاتباعي، تبدأ بعرض اللحن الأساسي مباشرة، أما الإبداعيون، فيفضلون تقديمه بعد تمهيد، ليساعد المستمع على ولوج عالم الخيال. وكان مندلسون منفّذاً لمخطط بتهوفن في السمفونية، فهو يمثل اتجاهاً إبداعياً ـ اتباعياً، بعكس شوبرت[ر] Schubert الذي كان اتباعياً - إبداعياً. أما شومان فقد فاقت سمفونياته أعمال مندلسون في هذا المضمار حيوية ونضارة، كما ازدادت ابتعاداً عن الأنماط التقليدية.
وتختلف مظاهر الإبداعية عند برليوز عنها عند شومان أو مندلسون في النظرة إلى مادة العمل الفني، مع أنه كان من المعجبين ببتهوفن مثلهما، فسمفونيته «الخيالية» هي أكثر مؤلفاته حيوية وإثارة لأنها تنزع إلى تصوير موسيقي أودع فيه حبه وهواه لمحبوبته. وما يمتاز به برليوز، ممثلاً للحركة الإبداعية الفرنسية، هو جرأته في ترك المستمع مشدوهاً تحت تأثير التنافر الانسجامي في موسيقاه. أما ليست، مبدع «القصيد السمفوني» symphonic poem [ر. الصيغ الموسيقية] فإن موسيقاه الآلية وثيقة الصلة بالأدب إذ إنها ثمرة ثقافته الأدبية الواسعة. وكان برامز متمسكاً بقوميته، شديد الحرص على اتباع أصول الموسيقى الألمانية كما وضعها أسلافه باخ وبتهوفن وشوبرت.
أما الصفة الرابعة فتتمثل بتطور الآلات الموسيقية المختلفة على نحو ملحوظ في العصر الإبداعي، فقد أصبح البيانو الآلة الموسيقية المفضلة لدى الموسيقيين من حيث التعبير عن الأحاسيس والمشاعر الشخصية الدفينة، وتألقت مكانته وعظم انبهار الجماهير به. ولم يفت انتباه أي مؤلف موسيقي إبداعي أن يكتب قطعاً موسيقية خاصة بهذه الآلة، سواء كانت بصورة منفردة solo أم مرافقة بمصاحبة بضعة آلات أخرى أم مع الأوركسترا الكاملة. وكان شوبان قمة في إيداع البيانو أشجانه ومشاعره الذاتية الحساسة. واستحوذت آلة الكمان أيضاً على اهتمام الموسيقيين، ولاغرو في ذلك إذ إنها عماد الأوركسترا السمفونية. وقد أدت العوامل السابقة إلى العناية بالبراعة والإبداع في الأداء الفني المنفرد solist، وازداد التنافس حدة بين التعبير الشخصي والتألق الاستعراضي، فظهر عازفون مهرة مبدعون في العزف على البيانو مثل شوبان وليست، وفي العزف على الكمان مثل باغانيني[ر] Paganini وذلك إضافة إلى كونهم مؤلفين موسيقيين.
وكان الاعتناء بالألوان القومية من أبرز صفات الإبداعية. ففي بداية القرن الثامن عشر، لم تعترف أوربة إلا بقوميتين موسيقيتين هما: الإيطالية والفرنسية. وفي منتصف القرن، تغيرت الحال وظهرت قومية موسيقية ثالثة هي الألمانية، وذلك بفضل أعمال كبار الموسيقيين الذي عاشوا في فيينة وبرلين والمدن الألمانية الأخرى الكبيرة. فكان هايدن أول من وضع أسس الموسيقى الألمانية لما لرباعياته quatuors وسمفونياته من أهمية بالغة نالت شهرة في جميع أنحاء أوربة. ثم كان موتسارت فبتهوفن، وأصبح الثلاثة يمثلون الموسيقى الألمانية في كل مكان. ومع أن الموسيقى الإيطالية، ولاسيما الغنائية والأوبرالية منها، كانت في القرنين السابع عشر والثامن عشر بمنزلة موسيقى عالمية، فإنه لم يكن في أوربة أي تعصب قومي ضدها. وقد انتشرت الأغنية الشعبية كذلك وأصبحت ذات أهمية كبيرة في موسيقى الإبداعيين مثل فيبر ومندلسون وشومان وبرامز، كما اعتمد شوبان الطابع القومي البولوني في ألحانه، مع أنه عاش زهاء عقدين من الزمان في باريس، ولم تتأثر موسيقاه بالطابع الفرنسي الذي كان عالمياً آنذاك. وفي بداية العصر الإبداعي، استأثرت ألمانية بالزعامة الموسيقية الآلية في أوربة، وعندما اتخذت كل دولة أوربية كياناً مستقلاً لها، ظهرت سمات قومية موسيقية خاصة في كل منها، وكانت إنكلترة آخر من اندفع متأثراً بالقومية الموسيقية، أما أمريكة، فلم يكن لديها أية موسيقى قومية أصيلة.
وقد بلغ فن الغناء في الحركة الإبداعية المثل الأعلى في وحدة التكامل بين النص والموسيقى على الرغم من اختلاف آراء بعض الكتّاب والمفكرين. وكان شوبرت أول الأعلام في عالم أغنية الليد lied [ر. الأغنية]. وكانت الأوبرا الألمانية قد خطت أولى خطواتها مع موتسارت وبتهوفن ثم مع هوفمان، ولكنها ترسخت مع فيبر في أوبراه «القنّاص» (عام 1821) التي عُدّت الأوبرا الأولى في الحركة الإبداعية الألمانية.
وابتدعت الأوبرا الإبداعية ما يسمى بالمشاهد الموسيقية الدرامية، فنقلت مهمة التعبير إلى الأوركسترا وازدادت أهمية الجانب السمفوني وتقلص دور الغناء فيها. ويبدو ذلك واضحاً في أعمال فاغنر الدرامية الموسيقية. إلا أن الأوبرا الإيطالية تشبثت بضرورة هيمنة الجانب الغنائي فيها ولو أنها مزجت في كثير من الأحيان بين المصاحبة السمفونية والخطوط الغنائية كما في بعض أعمال فيردي الأخيرة.
وعلى أية حال، فقد أثرت الإبداعية في نظرة الموسيقيين إلى الأوبرا، وغدا لها مؤلفون مختصون، الأمر الذي لم يكن قائماً في العصر الاتباعي، إذ كان من المفترض أن يكون نتاج المؤلف الموسيقي آنذاك متنوعاً من موسيقى آلية وأوبرالية ودينية وغيرها. ومع الإبداعية بدا أن الاختصاص الموسيقي في التأليف للصيغ والأشكال الموسيقية أصبح مألوفاً وإن تطرق إلى صيغ أخرى مختلفة. فكان تشايكوفسكي Tchaikowsky مبدعاً في الباليه[ر] ballet، ولم يغامر فاغنر وفيردي في عالم السمفونية و«الحوارية»[ر] و(الكونشرتو) concerto ووقف شوبان نفسه للبيانو، ولم يخاطر برامز بالغوص في عالم الأوبرا.
وكانت الأوبريت من نتاج الحركة الإبداعية أيضاً. وقد اتصفت بالخفة والمرح والسخرية من المجتمع التقليدي, وأصبح أوفنباخ Offenbach خير مبدع في هذا النوع الفني الذي أراد الحفاظ فيه على الأساليب الفرنسية القديمة الطروب.